# Osthouse
Osthouse (niem. Osthausen) – miejscowość i gmina we Francji, w regionie Grand Est, w departamencie Dolny Ren.
Według danych na rok 1990 gminę zamieszkiwały 884 osoby, 91 os./km².